# Théo Arribagé
Théo Arribagé (* 9. října 2000 Rennes) je francouzský profesionální tenista hrající levou rukou, deblový specialista. Ve své dosavadní kariéře na okruhu ATP Tour vyhrál jeden deblový turnaj. Na challengerech ATP a okruhu ITF získal osmnáct titulů ve čtyřhře.
Na žebříčku ATP byl ve dvouhře nejvýše klasifikován v listopadu 2022 na 1 053. místě a ve čtyřhře v únoru 2025 na 59. místě.

## Tenisová kariéra
Na okruhu ATP Tour debutoval únorovou čtyřhrou Open Sud de France 2023 v Montpellier, do níž s krajanem Lucou Sanchezem nastoupili jako náhradníci po odstoupení Herberta s Mahutem. Do druhého kola postoupili bez boje a v něm podlehli pozdějším nizozemským vítězům Robinu Haasemu a Matwému Middelkoopovi až po ztrátě supertiebreaku v poměru 11–13. První zápas na okruhu vyhrál při grandslamové premiéře v deblu French Open 2023. V úvodním kole se Sanchezem přehráli krajany Arthura Filse s Giovannim Mpetshim Perricardem, než jejich cestu ukončil další francouzský pár Sadio Doumbia a Fabien Reboul.
Do prvního semifinále na túře ATP prošel s Rumunem Victorem Vladem Corneou v deblové soutěži mnichovského BMW Open 2024. V něm však nenašli recept na Andrease Miese a Jana-Lennarda Struffa. Na začátku sezóny 2025 navázal spolupráci s Argentincem Guidem Andreozzim. Poprvé se představili na lednovém Adelaide International 2025, kde je ve druhém kole zastavili šestí nasazení Matthew Ebden s Joranem Vliegenem. V úvodu navazujícího Australian Open 2025 podlehli Tomáši Macháčovi s Čangem Č’-čenem, kteří uzavírali elitní padesátku deblového žebříčku.
Kariérní maximum ve čtyřhře vylepšil na antukovém Argentina Open 2025, hraném během února v tenisovém klubu Buenos Aires, kde proměnil první finálovou účast na túře ATP v titul. S Andreozzim vstoupili do soutěže výhrou nad nejvýše nasazenými Argentinci Máximem Gonzálezem a Andrésem Moltenim. Nezastavili je ani Darderi s Navonem a v semifinále turnajové čtyřky Alexander Erler s Constantinem Frantzenem. Ve finále zdolali třetí nasazené Brazilce Rafaela Matose s Marcelem Melem, když odehráli první supertiebreak na turnaji. Jeho průběh otočili ziskem šesti ze sedmi posledních bodů. Ve 24 letech se tak stal prvním francouzským šampionem čtyřhry v Buenos Aires a po skončení mu poprvé v kariéře patřilo 60. místo deblového žebříčku.

## Finále na okruhu ATP Tour
| Legenda                   |
| ------------------------- |
| Grand Slam (0)            |
| Turnaj mistrů (0)         |
| ATP Tour Masters 1000 (0) |
| ATP Tour 500 (0)          |
| ATP Tour 250 (1–0)        |

### Čtyřhra: 1 (1–0)
| Stav  | č. | datum     | turnaj                  | kategorie | povrch | spoluhráč       | soupeři ve finále         | výsledek         |
| ----- | -- | --------- | ----------------------- | --------- | ------ | --------------- | ------------------------- | ---------------- |
| Vítěz | 1. | únor 2025 | Buenos Aires, Argentina | ATP 250   | antuka | Guido Andreozzi | Rafael Matos Marcelo Melo | 7–5, 4–6, [10–7] |

## Tituly na challengerech ATP

### Čtyřhra (10 titulů)
| Legenda          |
| ---------------- |
| Challengery (10) |

| Č.  | datum              | turnaj                      | okruh      | povrch | spoluhráč          | poražení finalisté                        | výsledek           |
| --- | ------------------ | --------------------------- | ---------- | ------ | ------------------ | ----------------------------------------- | ------------------ |
| 1.  | 20. května 2023    | Tunis, Tunisko              | Challenger | antuka | Luca Sanchez       | James McCabe Aziz Ouakaa                  | 4–6, 6–3, [10–5]   |
| 2.  | 30. července 2023  | Zug, Švýcarsko              | Challenger | antuka | Luca Sanchez       | Ergi Kırkın Dalibor Svrčina               | 6–3, 7–5           |
| 3.  | 19. srpna 2023     | Grodzisk Mazowiecki, Polsko | Challenger | tvrdý  | Luca Sanchez       | Anirudh Čandrasekar Vidžaj Sundar Prašant | 6–4, 6–4           |
| 4.  | 23. března 2024    | Murcia, Španělsko           | Challenger | antuka | Victor Vlad Cornea | Ardžun Kadhe Džívan Nedunčežijan          | 7–5, 6–1           |
| 5.  | 11. května 2024    | Francavilla al Mare, Itálie | Challenger | antuka | Victor Vlad Cornea | Sander Arends Matwé Middelkoop            | 7–6(7–1), 7–6(9–7) |
| 6.  | 10. srpna 2024     | Bonn, Německo               | Challenger | antuka | Orlando Luz        | Džívan Nedunčežijan Vidžaj Sundar Prašant | 6–2, 6–4           |
| 7.  | 14. září 2024      | Štětín, Polsko              | Challenger | antuka | Guido Andreozzi    | Ryan Seggerman Szymon Walków              | 6–2, 6–1           |
| 8.  | 29. září 2024      | Lisabon, Portugalsko        | Challenger | antuka | Romain Arneodo     | George Goldhoff Fernando Romboli          | 6–2, 6–3           |
| 9.  | 5. října 2024      | Braga, Portugalsko          | Challenger | antuka | Francisco Cabral   | Marco Bortolotti Daniel Cukierman         | 6–3, 6–4           |
| 10. | 30. listopadu 2024 | Maia, Portugalsko           | Challenger | antuka | Francisco Cabral   | Kimmer Coppejans Sergio Martos Gornés     | 6–1, 3–6, [10–5]   |